# Pfarrkirche St. Philippen ob Sonnegg

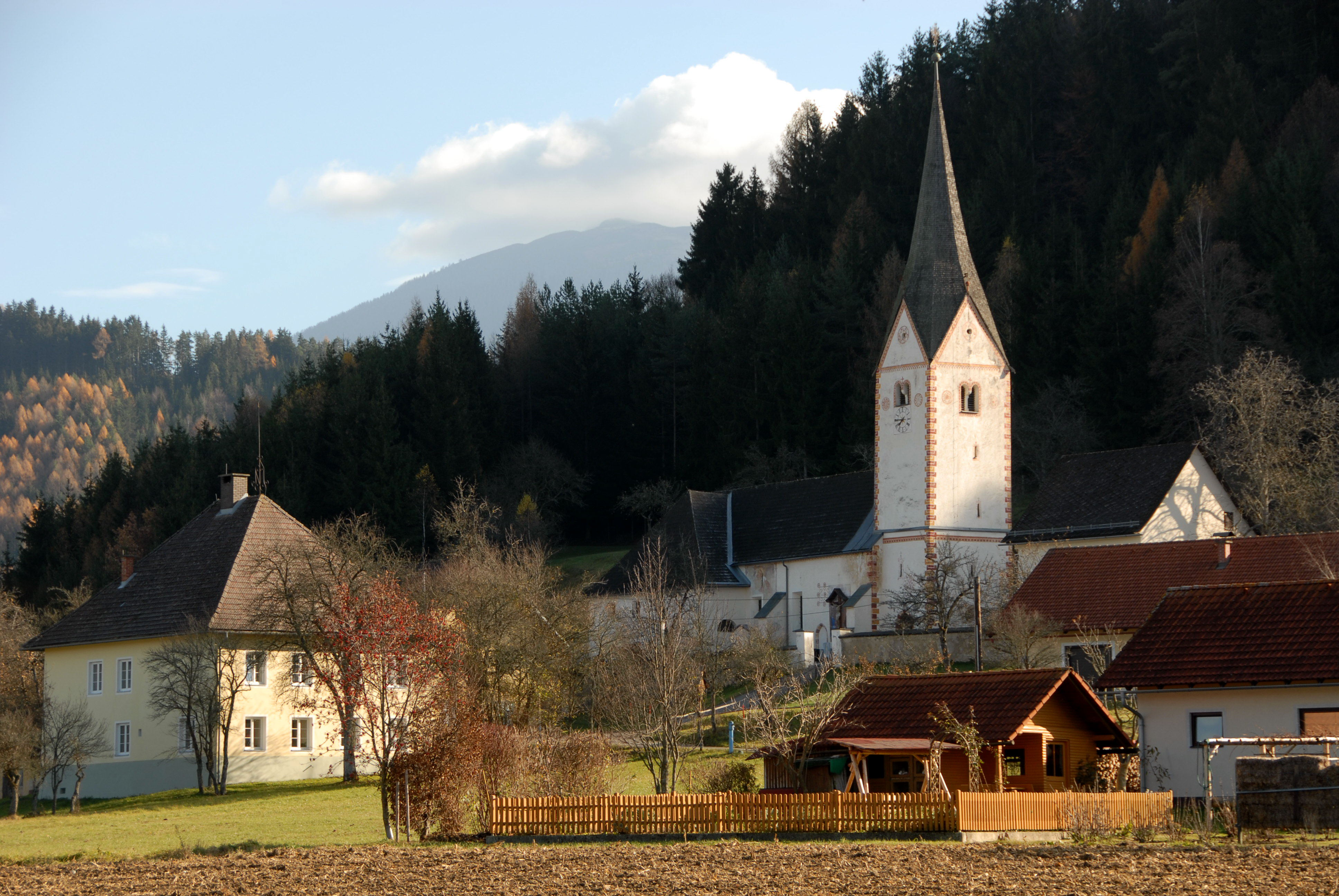
Katholische Pfarrkirche hl. Philippus ob Sonnegg

Die römisch-katholische Pfarrkirche St. Philippen ob Sonnegg steht erhöht in Tichoja am Südrand der Ortschaft Pfannsdorf in der Gemeinde Sittersdorf im Bezirk Völkermarkt in Kärnten. Die dem Patrozinium des hl. Philippus unterstellte Pfarrkirche gehört zum Dekanat Eberndorf/Dobrla vas in der Diözese Gurk-Klagenfurt. Die Kirche und der Friedhof stehen unter Denkmalschutz (Listeneintrag).

## Geschichte
Urkundlich wurde 1329 eine Kirche genannt. Der im Kern erhaltene romanische Kirchenbau wurde im 14. und 16. Jahrhundert erneuert. Von 1994 bis 1996 erfolgte eine Außenrestaurierung mit der Wiederherstellung der Architekturpolychromie aus dem 16. Jahrhundert.

## Architektur
Die Kirche ist von einer Friedhofsmauer umgeben.
Das Kirchenäußere zeigt einen mächtigen Westturm mit einem achtseitigen Spitzhelm und gekuppelten romanischen Schallfenstern. Nördlich am Chor steht eine zweigeschoßige barocke Sakristei. Das gotische Nordportal des Langhauses ist vermauert.
Das Kircheninnere zeigt ein vierjochiges Langhaus mit einem spätgotischen Schlingrippengewölbe auf runden Wandvorlagen aus dem ersten Viertel des 16. Jahrhunderts. Die Westempore ist dreiachsig. Die Fenster sind barock. Der Triumphbogen ist gotisch abgefast. Der Chor hat im quadratischen Chorjoch ein Kreuzrippengewölbe aus dem 14. Jahrhundert, der Fünfachtelschluss ist stuckrippengewölbt, die Chorschrägen beinhalten gotische Fenster.
Die Wandmalereien entstanden um 1370, sie zeigen im Chorschluss Heilige und im Gewölbe Evangelistensymbole, an der Chornordwand Kreuzigung, Ölberg, hl. Georg, an der Chorsüdwand Zug und Anbetung der hl. drei Könige, Verkündigung, Marientod, Schutzmantelmadonna, Marienkrönung. Im Turmobergeschoß befindet sich an der Langhauswestwand die Wandmalerei Feiertags-Christus mit der Jahresangabe 1576.

## Einrichtung
In der Turmvorhalle befindet sich eine steinerne gotische Madonna aus dem 14. Jahrhundert, der Kopf mit Schulterpartie und das Kind wurden später ergänzt.
Der Hochaltar aus 1778 in der Fassung des Malers Joseph Reiner trägt die Statuen der Heiligen Philippus flankiert von Peter und Paul. Die Seitenaltäre tragen die Statuen der Heiligen Bartholomäus und Madonna aus dem 19. Jahrhundert.
Der Taufsteinfuß entstand im 15. Jahrhundert.
Eine Glocke goss Thaddäus Mayr 1754.

## Ehemalige Gruftkapelle
Die Kapelle wurde von 1812 bis 1817 für die Familie Orsini-Rosenberg erbaut. Die Glasmalerei schuf Gottlob Mohn 1819 und 1820. Die Kapelle wird als Aufbahrungshalle genutzt.